# Tjockbladssläktet
Tjockbladssläktet (Bacopa) är ett släkte av grobladsväxter. Tjockbladssläktet ingår i familjen grobladsväxter.

## Bildgalleri

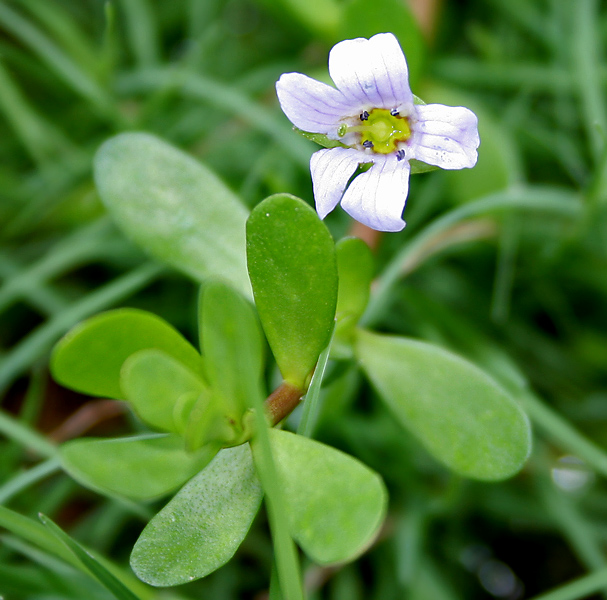
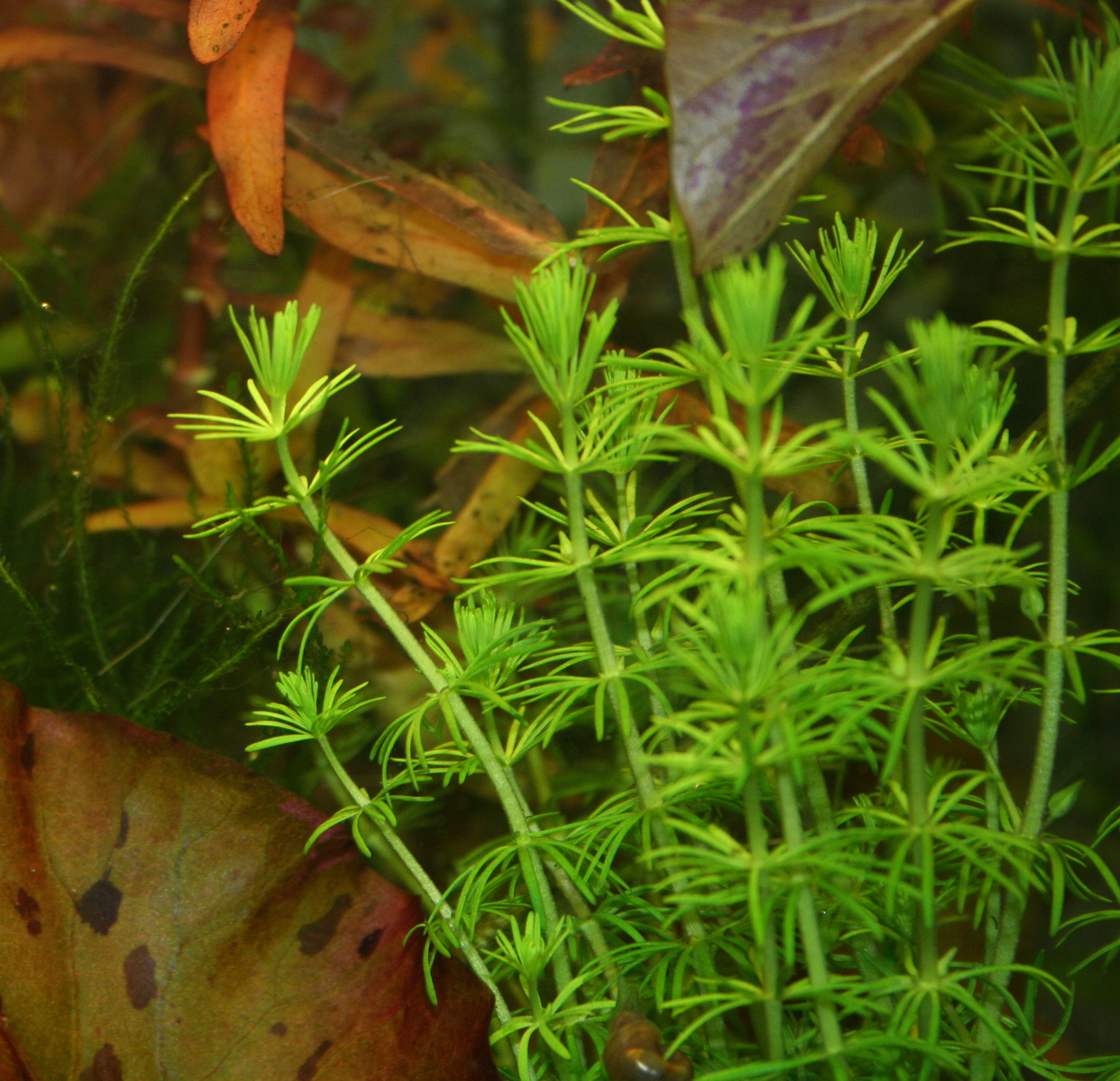

## Dottertaxa till Tjockbladssläktet, i alfabetisk ordning[1]
- Bacopa albida
- Bacopa angulata
- Bacopa aquatica
- Bacopa arenaria
- Bacopa australis
- Bacopa axillaris
- Bacopa beccabunga
- Bacopa callitrichoides
- Bacopa caroliniana
- Bacopa cladostyla
- Bacopa cochlearia
- Bacopa congesta
- Bacopa connata
- Bacopa crenata
- Bacopa decumbens
- Bacopa depressa
- Bacopa dubia
- Bacopa egensis
- Bacopa eisenii
- Bacopa floribunda
- Bacopa gracilis
- Bacopa gratioloides
- Bacopa hamiltoniana
- Bacopa harmandii
- Bacopa hirsuta
- Bacopa humifusa
- Bacopa imbricata
- Bacopa lacertosa
- Bacopa lanigera
- Bacopa lecomtei
- Bacopa lisowskiana
- Bacopa madagascariensis
- Bacopa minuta
- Bacopa monnieri
- Bacopa monnierioides
- Bacopa myriophylloides
- Bacopa occultans
- Bacopa oxycalyx
- Bacopa paraguariensis
- Bacopa pennellii
- Bacopa punctata
- Bacopa reflexa
- Bacopa repens
- Bacopa reptans
- Bacopa rotundifolia
- Bacopa salzmannii
- Bacopa scabra
- Bacopa serpyllifolia
- Bacopa sessiliflora
- Bacopa stemodioides
- Bacopa stricta
- Bacopa valerii
- Bacopa verticillata